# Urato oxidase
A enzima urato oxidase (UO), ou uricase, catalisa a oxidação do ácido úrico em 5-hidroxisourato:
ácido úrico + O2 + H2O → 5-hidroxisourato + H2O2 →   alantoína + CO2
A urato oxidase,também chamada de uricase, é uma enzima presente na maioria dos animais, mas não no ser humano, que degrada o urato em alantoína, uma molécula mais solúvel e mais facilmente excretada na urina. A Uricase (extraída de um fungo designado Aspergillus flavus) tem sido usada em alguns países no tratamento da hiperuricemia grave e refractária, geralmente associado a doenças malignas. Por se tratar de uma enzima reconhecida pelo organismo como estranha, a uricase vai originar resposta imunológica, o que provoca a perda da sua eficácia a longo prazo, podendo mesmo desencadear reacções alérgicas.
|  |  |